# كارسون سيتي (نيفادا)
كارسن سيتي (Carson City) هي عاصمة ولاية نيفادا الأمريكية. في عام 2005 قدر عدد سكانها بحوالي 57104 نسمة. كارسن سيتي هي الآن مدينة مستقلة، ليست جزء من أيّ مقاطعة. مثل العديد من المدن في نيفادا، كارسن سيتي تأسّست في أيام ازدهار التعدين. كمركز لتعدين الفضة، كانت كارسن سيتي حاضرة إقليم مقاطعة أورمسبي سابقاً، وقد سمّيت بهذا الاسم تيمناً بالمستكشف كيت كارسون.
تبلغ مساحة المدينة 403.2 كم2 (155.7 ميل مربع). أكبر المدن القريبة لكارسن سيتي هي رينو، التي تبعد عنها بحوالي 30 ميل شمالاً.

## المناخ
يظهر الجدول التالي التغييرات المناخية على مدار السنة لكارسون سيتي:
| البيانات المناخية لـكارسون سيتي      | البيانات المناخية لـكارسون سيتي | البيانات المناخية لـكارسون سيتي | البيانات المناخية لـكارسون سيتي | البيانات المناخية لـكارسون سيتي | البيانات المناخية لـكارسون سيتي | البيانات المناخية لـكارسون سيتي | البيانات المناخية لـكارسون سيتي | البيانات المناخية لـكارسون سيتي | البيانات المناخية لـكارسون سيتي | البيانات المناخية لـكارسون سيتي | البيانات المناخية لـكارسون سيتي | البيانات المناخية لـكارسون سيتي | البيانات المناخية لـكارسون سيتي |
| الشهر                                | يناير                           | فبراير                          | مارس                            | أبريل                           | مايو                            | يونيو                           | يوليو                           | أغسطس                           | سبتمبر                          | أكتوبر                          | نوفمبر                          | ديسمبر                          | المعدل السنوي                   |
| ------------------------------------ | ------------------------------- | ------------------------------- | ------------------------------- | ------------------------------- | ------------------------------- | ------------------------------- | ------------------------------- | ------------------------------- | ------------------------------- | ------------------------------- | ------------------------------- | ------------------------------- | ------------------------------- |
| الدرجة القصوى °ف (°م)                | 72 (22)                         | 76 (24)                         | 81 (27)                         | 88 (31)                         | 94 (34)                         | 101 (38)                        | 107 (42)                        | 105 (41)                        | 103 (39)                        | 93 (34)                         | 79 (26)                         | 75 (24)                         | 107 (42)                        |
| متوسط درجة الحرارة الكبرى °ف (°م)    | 45.2 (7.3)                      | 49.9 (9.9)                      | 56.7 (13.7)                     | 62.7 (17.1)                     | 71.4 (21.9)                     | 81.1 (27.3)                     | 89.6 (32.0)                     | 88.0 (31.1)                     | 80.4 (26.9)                     | 67.9 (19.9)                     | 54.4 (12.4)                     | 45.0 (7.2)                      | 66.0 (18.9)                     |
| المتوسط اليومي °ف (°م)               | 33.5 (0.8)                      | 37.6 (3.1)                      | 43.3 (6.3)                      | 48.3 (9.1)                      | 56.1 (13.4)                     | 64.1 (17.8)                     | 70.9 (21.6)                     | 69.3 (20.7)                     | 61.9 (16.6)                     | 51.2 (10.7)                     | 40.7 (4.8)                      | 33.4 (0.8)                      | 50.9 (10.5)                     |
| متوسط درجة الحرارة الصغرى °ف (°م)    | 21.7 (−5.7)                     | 25.3 (−3.7)                     | 29.9 (−1.2)                     | 33.9 (1.1)                      | 40.8 (4.9)                      | 47.1 (8.4)                      | 52.2 (11.2)                     | 50.6 (10.3)                     | 43.4 (6.3)                      | 34.6 (1.4)                      | 27.1 (−2.7)                     | 21.9 (−5.6)                     | 35.7 (2.1)                      |
| أدنى درجة حرارة °ف (°م)              | −27 (−33)                       | −22 (−30)                       | −5 (−21)                        | 3 (−16)                         | 18 (−8)                         | 25 (−4)                         | 33 (1)                          | 26 (−3)                         | 17 (−8)                         | 6 (−14)                         | −5 (−21)                        | −26 (−32)                       | −27 (−33)                       |
| الهطول إنش (مم)                      | 1.59 (40)                       | 1.50 (38)                       | 1.15 (29)                       | 0.43 (11)                       | 0.43 (11)                       | 0.40 (10)                       | 0.19 (4.8)                      | 0.21 (5.3)                      | 0.39 (9.9)                      | 0.77 (20)                       | 1.19 (30)                       | 1.43 (36)                       | 9.66 (245)                      |
| متوسط تساقط الثلوج إنش (سم)          | 3.4 (8.6)                       | 3.4 (8.6)                       | 1.9 (4.8)                       | 0.2 (0.51)                      | 0 (0)                           | 0 (0)                           | 0 (0)                           | 0 (0)                           | 0 (0)                           | 0 (0)                           | 0.9 (2.3)                       | 3.9 (9.9)                       | 13.8 (35)                       |
| متوسط أيام هطول الأمطار (≥ 0.01 in)  | 6.3                             | 5.7                             | 5.1                             | 3.4                             | 3.1                             | 2.3                             | 1.1                             | 1.4                             | 1.9                             | 3.3                             | 4.1                             | 5.1                             | 42.6                            |
| متوسط الأيام المثلجة (≥ 0.1 in)      | 1.4                             | 1.2                             | 0.9                             | 0.1                             | 0                               | 0                               | 0                               | 0                               | 0                               | 0                               | 0.5                             | 1.1                             | 5.4                             |
| المصدر: NOAA (extremes 1893–present) |                                 |                                 |                                 |                                 |                                 |                                 |                                 |                                 |                                 |                                 |                                 |                                 |                                 |

## معرض صور

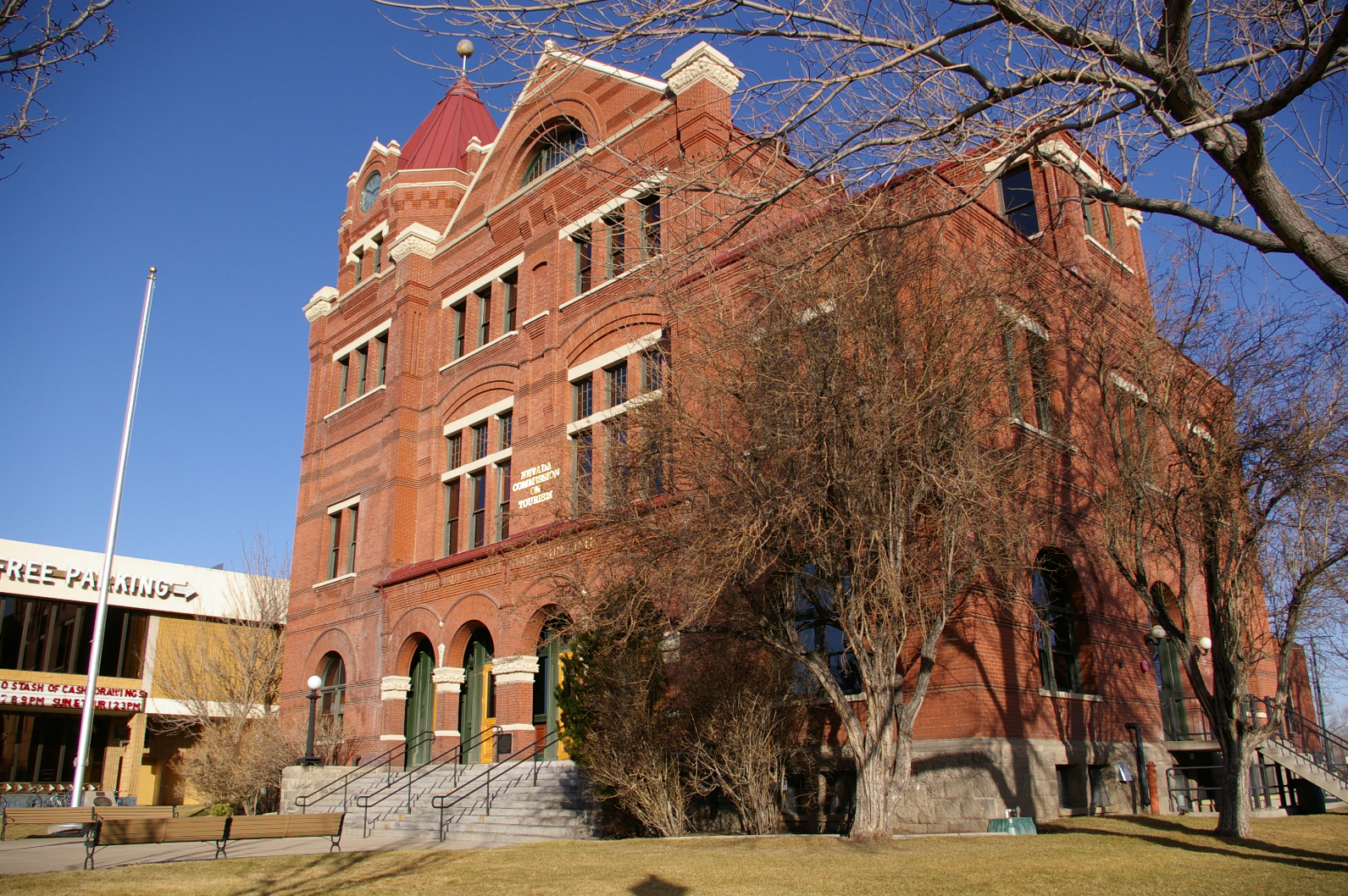
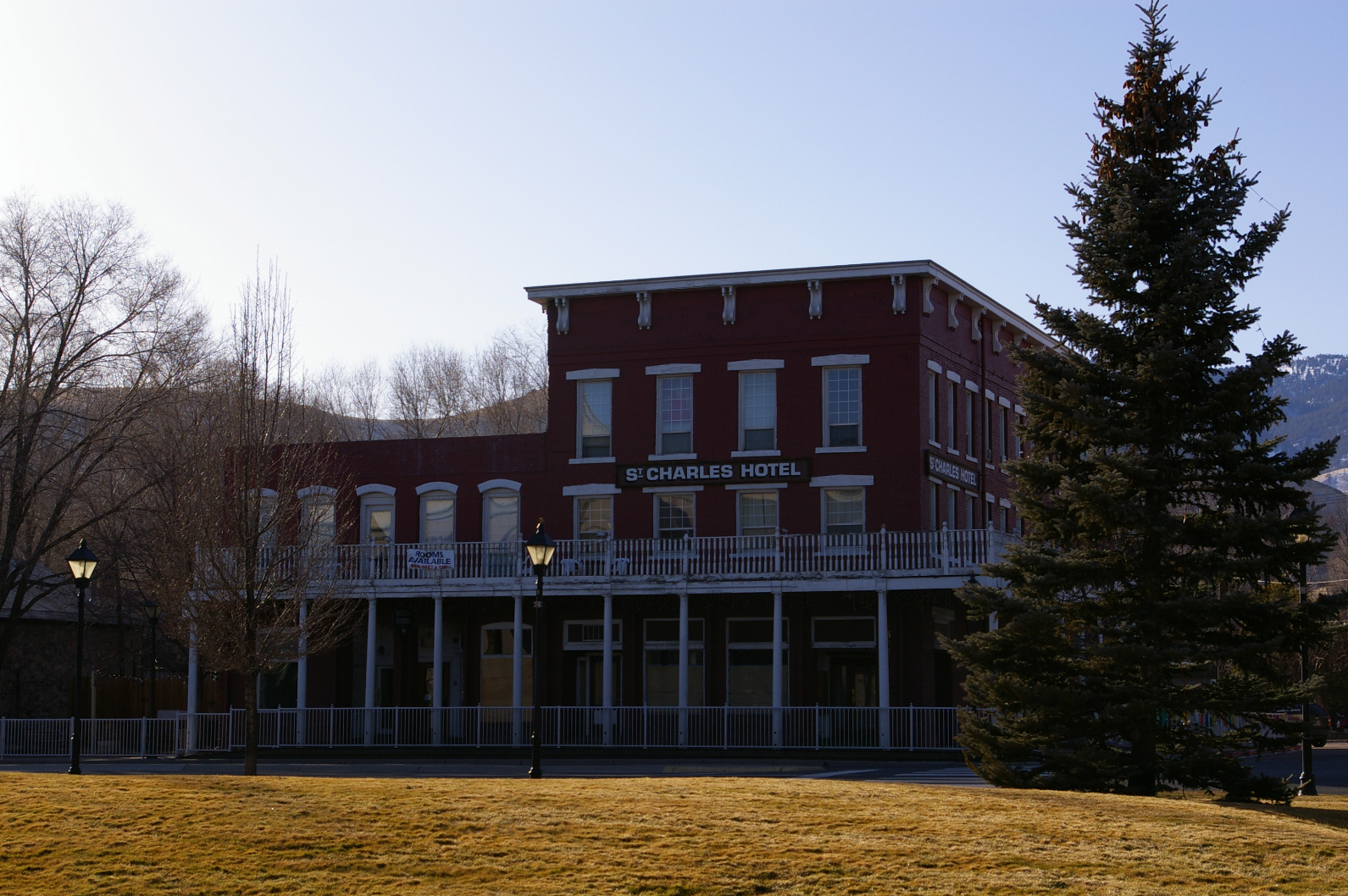
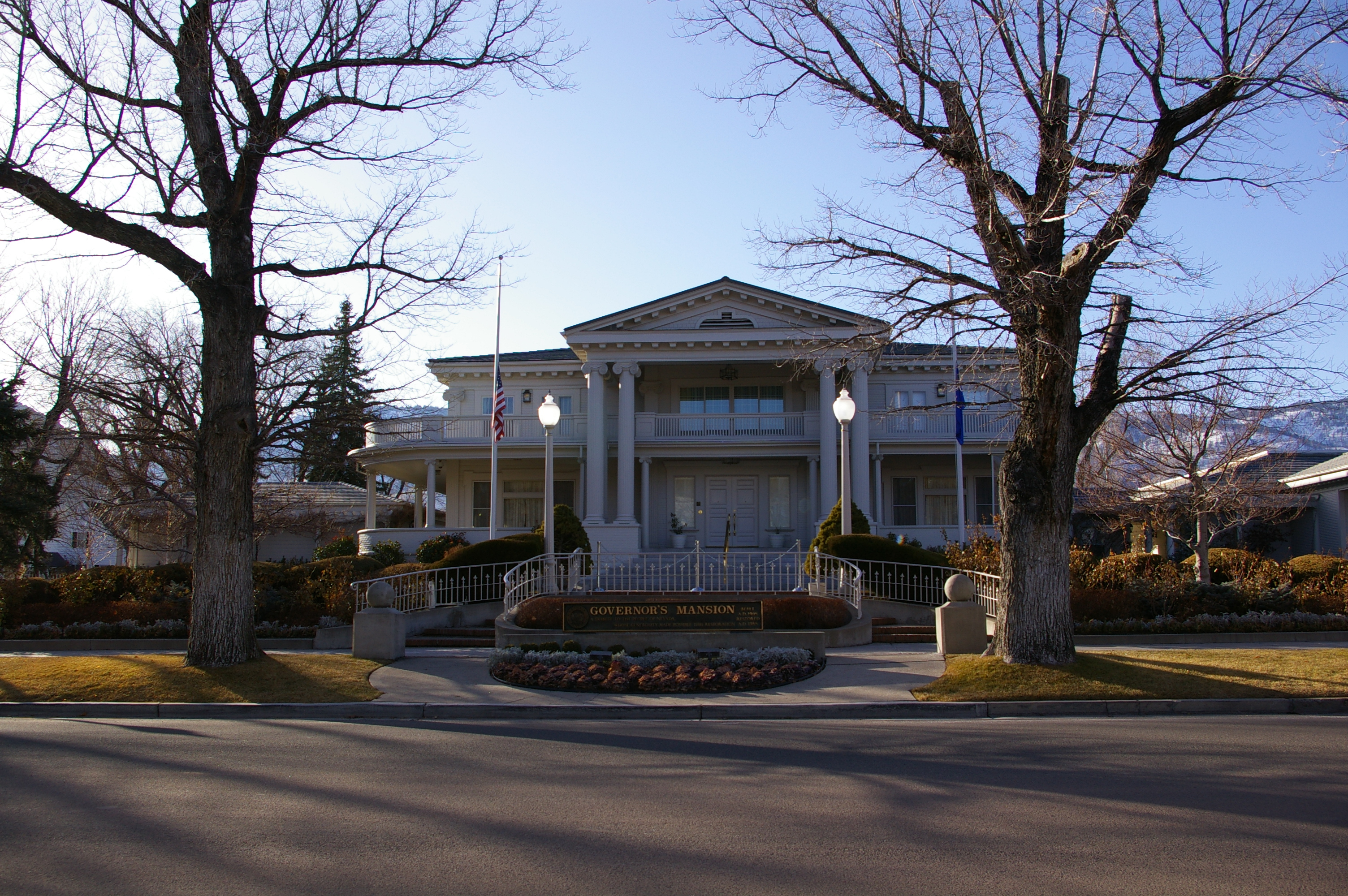
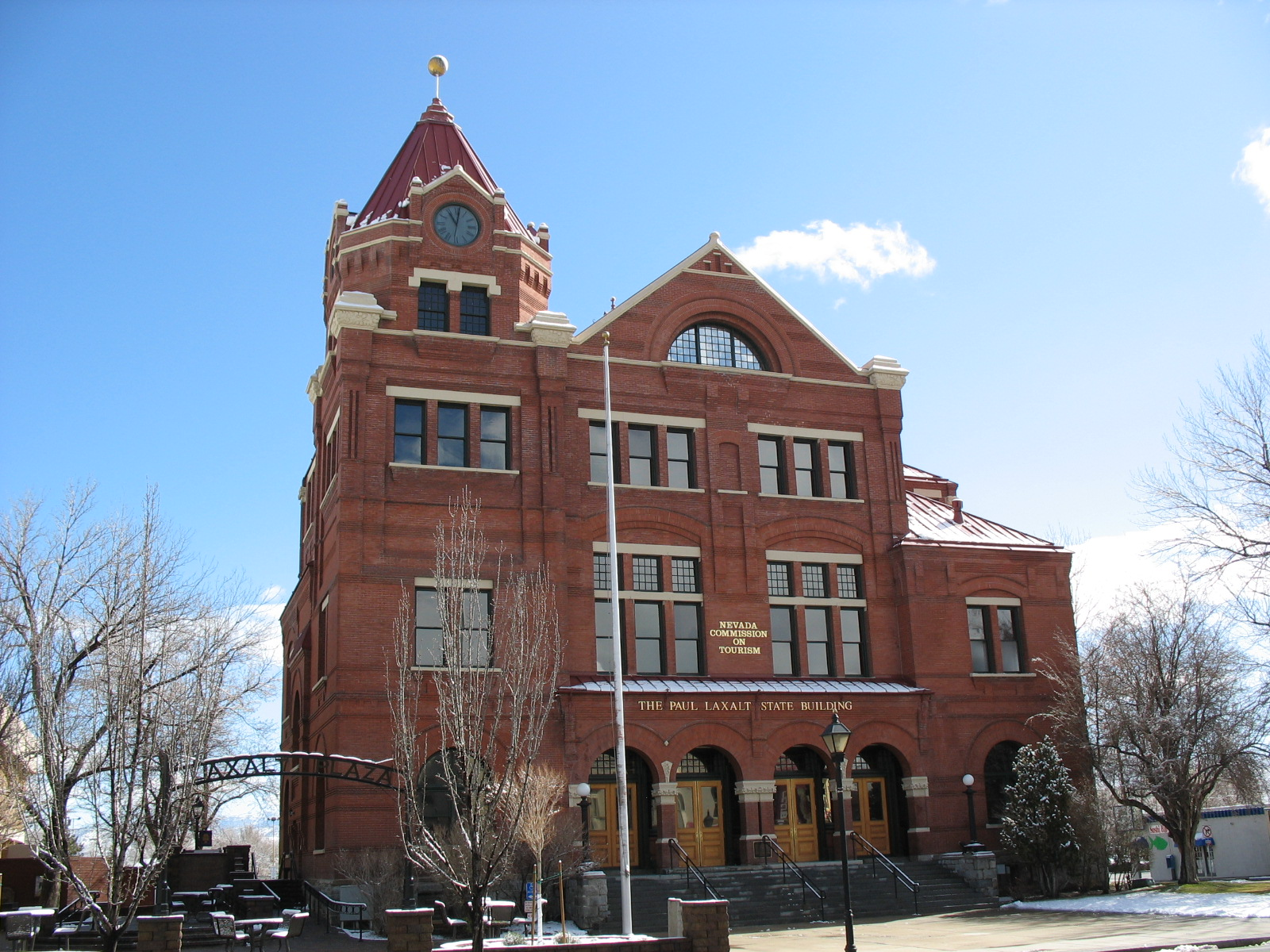

## أعلام
- تايرون تومسون
- هاردين باري
- جون سباركس
- تشارلز هنري بريان
- ديفيد إل. غريغ
- لورين وودلاند
- ناثان فليتشير
- دستي بيرغمان
- تشاك هولتون
- نانسي أنجيلو

## وصلات خارجية
- الموقع الرسمي